# Julian Kern
Julian Kern, nascido a 28 de dezembro de 1989 em Breisach, é um ex-ciclista alemão.
Em 2011, Julian Kern foi Campeão da Europa em estrada em categoria sub-23. Em agosto de 2012, assinou um contrato para as temporadas de 2013 e 2014 com a equipa AG2R La Mondiale. Julian Kern estreiou com a sua nova equipa a princípios do 2013 ao competir no Tour Down Under.
Em 13 de novembro de 2014 anunciou a sua retirada do ciclismo depois de cinco temporadas como profissional e com 24 anos de idade devido à falta de ofertas para continuar a sua profissão.

## Palmarés
2011
- Campeonato Europeu em Estrada sub-23

2012
- 1 etapa da Flèche du Sud
- 3.º no Campeonato da Alemanha em Estrada